# Catherine Fulop
Catherine Amanda Fulop García, conosciuta come Catherine Fulop (Caracas, 11 marzo 1965), è un'attrice, fotografa e modella venezuelana naturalizzata argentina.
È stata protagonista di telenovelas come Mi amada Beatriz, La ragazza del circo, Marilena, Pasionaria, Gloria, sola contro il mondo e co-protagonista di Rebelde Way. Inoltre, è stata giurata per tre edizioni di Talento argentino e conduttrice per sei anni di Catherine 100%.
Dotata di grande bellezza sia di volto che di fisico, è considerata una sex symbol in Argentina.

## Biografia

### Infanzia e adolescenza
Figlia dell'ungherese Jorge Fulop e della venezuelana Cleopatra García; è la penultima di sette figli (sei femmine e un maschio). Ha studiato teatro insieme a Amalia Pérez Díaz, Julio Chávez e con Augusto Fernández. Ha preso lezioni di canto con Rodolfo Vals e Clara Teran e di ballo con Alejandro Simoes e Gustavo Bertuol..
Trascorre la sua infanzia in Venezuela, precisamente a Caracas. Ha frequentato un collegio di suore fino all'età di 17 anni e poi l'università fino ai 20.

### Miss Venezuela e i primi successi
Nel 1986 ha partecipato a Miss Venezuela come rappresentante del Dipartimento di Vargas, dove è stata eletta "Miss Fotogenia", classificandosi al terzo posto. Precedentemente le erano stati proposti ruoli in pubblicità e altri concorsi ma, essendo minorenne, i suoi genitori rifiutarono. Grazie a questo concorso ha potuto recitare in un'opera di teatro, dove ha incontrato un produttore televisivo che le ha dato la possibilità di studiare recitazione nei suoi studi per quattro mesi insieme alla Pérez Díaz; ottenendo in seguito un ruolo in 10 puntate nella serie venezuelana Roberta. Rappresentò il Venezuela al concorso di Miss America Latina dove si classificò terza finalista sempre nel 1986.
Successivamente ha svolto alcuni ruoli da protagonista in serie televisive nelle prime serate dei canali venezuelani RCTV e Venevisión. Primo fra tutti è stato il personaggio di Beatriz de la Caridad Castañed nella telenovela Mi amada Beatriz (dove appariva come Katherine Fulop), seguita da La ragazza del circo e Marilena; quest'ultima girata nel 1988. Entrambe queste due ultime telenovele sono state trasmesse anche in Italia da Rete 4 e da altri paesi e vedono, nel cast principale, oltre che la Fulop anche il suo primo marito Fernando Carrillo.  Per il ruolo di Abigaíl - nome originale di Marilena - ha ricevuto una candidatura ai TP de Oro del 1988. Con questo ruolo ha raggiunto notorietà in Europa, Stati Uniti d'America e America Latina e, in Spagna e Italia furono creati il fan club ufficiale dell'attrice.
Nei primi anni novanta è nel cast di Pasionaria e Gloria, sola contro il mondo. Nel 1992 conduce in Spagna, insieme al duo comico Martes y 13, il programma di TVE Viéndonos fino all'anno successivo. In seguito, viaggia a Miami per condurre Estrella inocente. Nel 1993 prende parte a Lasciati amare insieme a Carlos Mata. Questa è la prima telenovela con Catherine in Argentina. Pochi mesi dopo divorziò da Carrillo. Nello stesso anno viene descritta dalla rivista spagnola ¡Hola! come una delle dieci donne più eleganti e belle del jet set europeo alla pari di Claudia Schiffer e Linda Evangelista.
L'anno successivo dà la voce ad un personaggio del videogioco Marbella antivicio. In questo periodo ha preso parte anche ad alcuni programmi italiani e spagnoli come ospite, per esempio in Bellezze al bagno, ¡Hola Raffaella! dove ha potuto anche esibirsi come cantante. Inoltre ha ricevuto vari premi a Caracas per la sua interpretazione nelle telenovele. 
Si è trasferita definitivamente in Argentina nel 1995, precisamente a San Isidro insieme alla sua famiglia. In questo periodo si prese un periodo di pausa dalle scene poiché nacque la sua prima figlia, Oriana. Ritorna sulle scene nel 1997 in programmi argentini come Archivo negro e Chica cosmica. Tra il 1999 e il 2000 è una conduttrice inviata per il canale cileno Televisión Nacional de Chile nel programma Corazón partido.

### Anni duemila
In questi anni è protagonista di diverse telenovele e serie televisive. Nel 2000 è in Ilusiones dove interpreta Caridad Guanarito per 138 episodi e partecipa ad un episodio di Tiempo final nel capitolo "Hombre araña" della prima stagione. Nello stesso anno è amministratrice di un centro medico, ma poco dopo ritorna alla recitazione.
Viene scelta come protagonista nella telenovela Rebelde Way nel ruolo di Sonia Rey, madre di Marizza. Il personaggio viene ripreso sia nella prima stagione del 2002 sia nella seconda del 2003. Dal 2002 conduce Catherine 100% su Fox Sports America Latina fino al 2008. In quegli anni debutta anche al cinema: nel 2005 nel film Mercenarios insieme a Ova Sabatini e Andrea Campbell, nel 2007 in Marigold e nel 2010 in Solos en la ciudad.
Dal 2004 al 2005 ottiene alcune partecipazioni speciali in De la cama al living, La niñera,, ¿Quién es el jefe? e infine Una familia especial. Nell'anno 2006 doveva prendere parte alla serie umoristica Los ex e alla telenovela argentina Alma pirata ma, nel primo il progetto non fu portato a termine, nel secondo caso la Fulop non partecipò al programma per motivi sconosciuti. Nello stesso anno Adrián Suar gli propose un ruolo in Amas de casa desesperadas ma l'attrice rifiutò in quanto aveva altre proposte di lavoro.
Mentre continua il suo programma Catherine 100%, nel 2007 è una concorrente di Bailando por un Sueño. Dal 2008 al 2011 è nella giuria di Talento argentino insieme a Maximiliano Guerra e Kike Teruel. Nel febbraio 2009 è nella giuria del Festival di Viña del Mar in Cile nel quale viene eletta regina di quella edizione.

### Anni duemiladieci
Nel 2010 è in un cameo nella serie venezuelana La mujer perfecta, ritornando momentaneamente in Venezuela. Nello stesso anno è nuovamente giudice della seconda edizione di Talento argentino e dichiara di non voler partecipare a nessuna opera teatrale o serie televisiva perché vuole dedicarsi alla sua famiglia. L'anno successivo è Jéssica "Jessi" Durán Valdés nella prima stagione di Los únicos.
Successivamente, sostituisce Florencia Peña nella telenovela uruguaiana Porque te quiero así e quindi, nel 2012, diventa protagonista con il ruolo di Alejandra Guzman. Successivamente fa nuovamente un cameo in La pelu e in Sos mi hombre.
Nel 2012 doveva condurre il programma Todo por Amor su Telefe ma, a riprese già iniziate e con alcune pubblicità già apparse nel canale, fu cancellato. Secondo il sito Ciudad.com, il direttore del canale Tomás Yankelevich non era soddisfatto dei materiali che gli erano arrivati, preferendo mantenere il rating con alcune ripetizioni di serie televisive. La Fulop dichiarò di essere triste per questa decisione, ma riuscì a comprendere la decisione del canale. Nonostante questo, gli fu proposta la conduzione di ¿Quién quiere casarse con mi hijo? per lo stesso canale, che non raggiungendo lo share sperato fu cambiato di giorno e orario.
Nel 2013 viene pubblicata la notizia che sarà protagonista della serie La magia del amor, ma non viene mai realizzata.

### Attrice teatrale
Oltre che attrice di televisione e di cinema, la Cathy - soprannome dato dai media - è anche un'attrice teatrale. Ha debuttato nel 1987, dopo che è stata notata da alcuni produttori televisivi nel concorso Miss Venezuela, con l'opera El amor y el interés. Negli anni successivi invece ha preso parte negli spettacoli Ensayo de amor e El cuarto y el tiempo. Tutti questi ruoli sono stati minori.
Tra il 2001 e il 2002 è nel cast principale dell'opera teatrale Extraña pareja femenina, insieme a Patricia Palmer. La recitazione della Fulop fu giudicata come: [la Fulop] al suo debutto teatrale si sentiva molto comoda sopra lo scenario, con una buona proiezione della voce e un'adeguata scioltezza corporale. [...] La sua prestazione è molto verosimile e non c'è disimpegno, scrive Susana Freire del giornale La Nación. Nel 2004 partecipa a El show de las divorciadas, insieme a Ana Acosta, Anita Martínez, Cecilia Milone e Julia Zenko fino al 2007.
Nel 2007 invece è protagonista in compagnia di Victor Laplace della rappresentazione Educando a Rita. Sia l'opera che la Fulop furono apprezzati dalla critica di quotidiani come La Prensa, La Nación e Clarín.

## Vita privata
Dal 1990 è stata sposata con Fernando Carrillo, attore venezuelano con cui ha diviso il ruolo di protagonista nelle telenovelas Marilena, Pasionaria, La ragazza del circo e Cara bonita. Hanno divorziato nel 1994, Catherine nelle interviste lasciò intendere presunte tendenze omosessuali dell'ex marito. Nel 2013 i due si sono rincontrati nel set della serie La magia del amor.
Nel 1998 si è sposata con Osvaldo Sabatini, fratello della tennista argentina Gabriela Sabatini, da cui ha avuto due figlie, Oriana Gabriela nata nel 1996 e Tiziana Beatriz nel 1999.

## Fotografia
Catherine ha preso varie lezioni di fotografia per quasi tre anni. con Lucrecia Urbano. Inoltre studiò photoshop e ritocco digitale. Ha sviluppato la passione per la fotografia, che l'ha portata a creare la sua prima mostra dedicata alla donna, organizzata nel Palais de Glace di Buenos Aires con fotografie scattate da lei. Si è ispirata ad Macacha Güemes, Azucena Villaflor, Alicia Moreau de Justo ed altre personalità argentine. Nel 2011 è stata chiamata dalla marca di cosmetici Poise per la campagna pubblicitaria Maduritud dove ha potuto riprendere volti di donne dai 40 ai 65 anni.
In occasione di un'altra mostra, Fulop ha potuto fotografare soggetti come Ana Torrejón, Martiniano Molina e Pepe Cibrián. L'iniziativa è stata data tra la Fondazione Flexer e Fontenla. Insieme a Magui Aicega, la Fulop ha aiutato, con le sue fotografie, a creare un calendario di Fundalam, l'istituzione che promuove l'allattamento materno ed ha scattato foto a Araceli González, Patricia Sosa, Verónica Lozano oltre che altri personaggi del mondo dello spettacolo.

## Attività benefiche
Catherine Fulop fa parte dell'associazione senza scopo di lucro chiamata "Asociación Nacional Argentina de Síndrome de Apert" (o anche A.N.A.S. Apert Argentina), che aiuta e informa chiunque abbia la Sindrome di Apert. Da oltre quindici anni fa parte della fondazione Fundalam.

## Filmografia

### Cinema
- Mercenarios, regia di Enrique Aguilar (2005)
- Marigold, regia di Willard Carroll (2007)
- Solos en la ciudad, regia di Diego Corsini (2010)

### Televisione
- Roberta – serial TV (1987)
- Mi amada Beatriz – serial TV (1987-1988)
- La ragazza del circo (La muchacha del circo) (1988)
- Marilena (Abigaíl) – serial TV (1988-1989)
- Amor marcado (1989-1990)
- Pasionaria – serial TV (1990-1991)
- Gloria, sola contro il mondo  (Mundo de fieras) – serial TV (1991-1992)
- Lasciati amare (Déjate querer) – serial TV (1993)
- Sei forte papà (¡Grande, Pa!) – serial TV (1994)
- Cara bonita – serial TV (1994)
- Archivo negro (1997)
- Chica cósmica (1998)
- Ilusiones – serial TV (2000)
- Tiempo final – serie TV (2000)
- Rebelde Way – serial TV (2002-2003)
- De la cama al living (2004)
- La niñera – serial TV (2004)
- ¿Quién es el jefe? – serie TV (2005)
- Una familia especial (2005)
- Los ex (2006)
- Los exitosos Pells (2009)
- La mujer perfecta (2010)
- Los únicos – serial TV (2011)
- Porque te quiero así – serial TV (2011)
- Sos mi hombre – serial TV (2013)
- Taxxi, amores cruzados – serial TV (2013-2014)
- Viudas e hijos del rock and roll – serial TV (2014-2015)
- Por amarte así – serial TV (2016-2017)

### Programmi televisivi
- Viéndonos (TVE, 1992-1993) Conduttrice
- Metro Show (América TV, 1999) Conduttrice
- Corazón partido (TVN, 1999-2000) Conduttrice invitata
- Catherine 100% (Fox Sports, 2002-2008) Conduttrice
- El tiempo es dinero (Canale 9, 2003) Conduttrice
- Bailando por un sueño (Canale 13, 2007)
- Talento argentino (Telefe, 2008-2011) Giudice
- Festival di Viña del Mar (Canale 9/TVN, 2009) Giudice
- Animal nocturno (TVN, 2009) Conduttrice invitata per 4 episodi
- La pelu (Telefe, 2012) Conduttrice
- ¿Quien quiere casarse con mi hijo? (2012) Conduttrice
- Los unos y los otros (2015)
- Bailando por un sueño (Canale 13, 2017)
- Tardes bellas (Ciudad Magazine, 2020) Conduttrice
- MasterChef Celebrity Argentina (Telefe, 2021-2022) Partecipante
- Talento rojo (TVN, 2022-) Giudice

## Teatro
- El amor y el interés (1987)
- Ensayo de amor (1989)
- El cuarto y el tiempo (1990)
- Extraña pareja femenina, di Neil Simón (2001-2002)
- Monólogos de la vagina, diretto da Lía Jelín (2002)
- El show de las divorciadas, diretto da Manuel González Gil (2004)
- Un país de revista, diretto da Jorge Gómez, Bicho Gomez (2006)
- Educando a Rita, diretto da Eugenio Zanetti (2007)
- Rosa de dos aromas, diretto da Graciela Dufau (2008)

## Riconoscimenti
- Meridiano de oro
  - 1990 – Miglior attrice protagonista per Gloria, sola contro il mondo[56]
- TP de Oro
  - 1992 – Candidatura alla miglior attrice per Marilena[18][19]
- Inocente de Plata
  - 1993 – Miglior scherzo per Inocente, inocente[57]
- Festival di Viña del Mar
  - 2009 – Regina del Festival di Viña del Mar[32]

## Doppiatrici italiane
Nelle versioni in italiano delle opere in cui ha recitato, Catherine Fulop è stata doppiata da:
- Emanuela Rossi in Marilena, La ragazza del circo, Gloria sola contro il mondo, Lasciati amare e Rebelde Way (1ª voce).[58]
- Mavi Felli in Rebelde Way (2ª voce).[59]
- Maura Ragazzoni in Rebelde Way (3ª voce).[60]
- Emanuela Amato in Rebelde Way (4ª voce).